# Flagrant délire
Pour l’article ayant un titre homophone, voir Flagrants Délires.
Cet article possède un paronyme, voir Flagrant délit.
Flagrant délire (Stark Raving Mad) est un film de 2002 réalisé par Drew Daywalt (en) et David Schneider avec dans le rôle principal Seann William Scott.

## Synopsis
Ben McGewan (Seann William Scott) organise une soirée techno dans une boite de nuit de Chinatown dans le but de braquer une banque afin de dérober une statuette chinoise pour le compte d'un malfrat (Lou Diamond Phillips). Mais rien ne va se passer comme prévu.